# 2010-es közgyűlési választások Tolna megyében
A 2010-es megyei közgyűlési választásokat október 3-án bonyolították le, az általános önkormányzati választások részeként.
Tolna megyében a szavazásra jogosultak fele, több mint nyolcvanezer ember ment el szavazni. A szavazók három lista jelöltjei közül választhattak.
A választásokat elsöprő fölénnyel a Fidesz-KDNP nyerte meg – tíz képviselőjük kétharmados többséget jelentett a közgyűlésben. Az MSZP második, a Jobbik harmadik lett.
A közgyűlés újraválasztotta hivatalban lévő elnökét, Puskás Imrét, a Fidesz-KDNP listavezetőjét.

## A választás rendszere

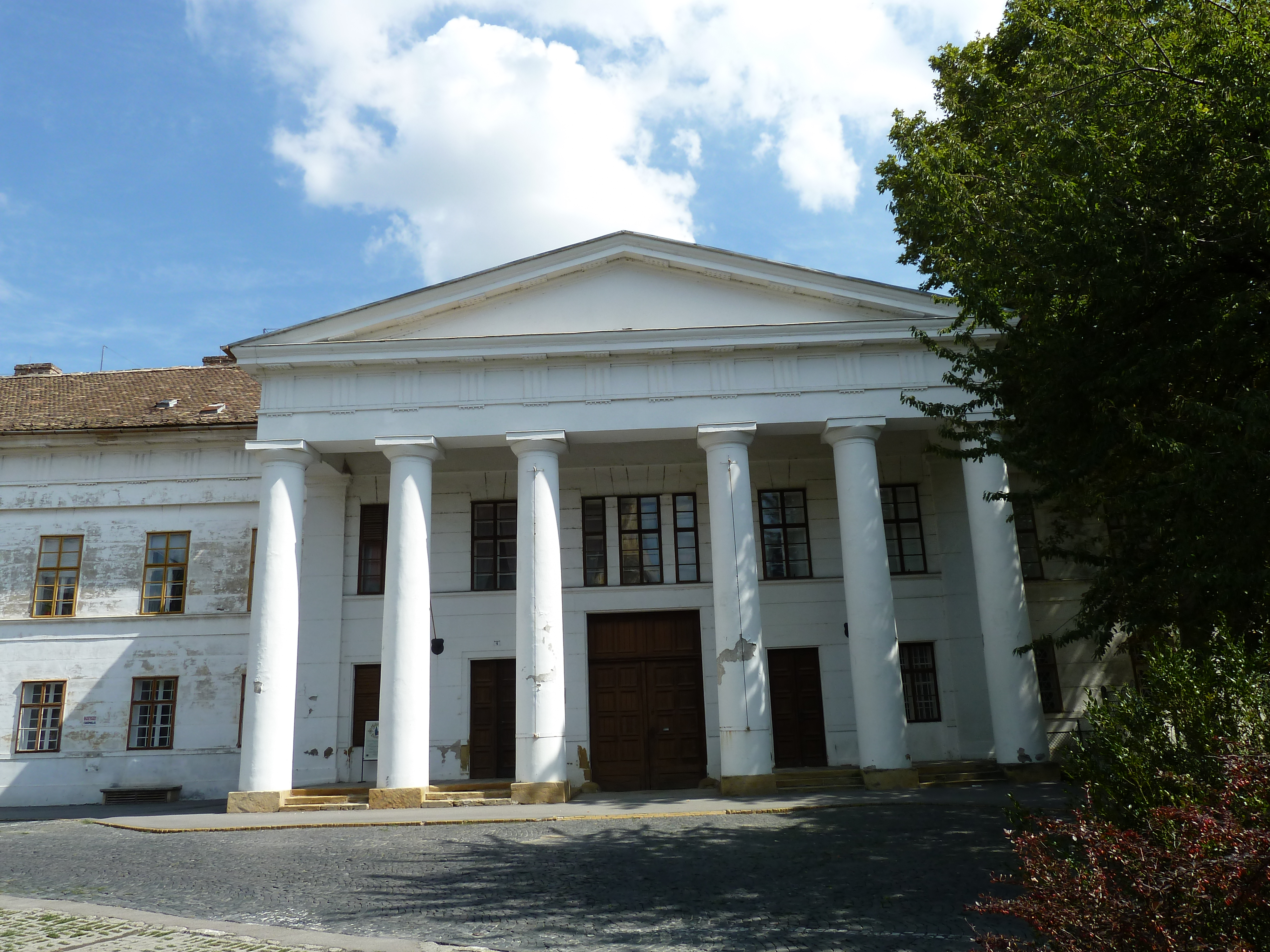
Megyeháza, Szekszárd

A megyei közgyűlési választásokat az országosan megrendezett általános önkormányzati választások részeként tartották meg. A szavazók a településük polgármesterére és a helyi képviselőkre is ekkor adhatták le a szavazataikat.
A nyár folyamán jelentősen megváltozott a megyei közgyűlések választási rendszere. Az új törvény (2010. L.) legfontosabb változtatása a képviselők létszámának csökkentése (a korábbi létszám ~35-55%-ára) és az egy választókerületre való áttérés volt (a korábbi kettő helyett). További változtatás volt még az ajánlások számának 0,3%-ról 1%-ra, illetve a bejutási küszöb 4%-ról 5%-ra emelése.
A korábbi választási eljárásból érvényben maradt, hogy a közgyűlési választásokon csak a községek, nagyközség és városok polgárai vehettek részt, a megyei jogú városokban élők pedig továbbra sem. A választók listákra szavazhattak, amelyek között a szavazatokat arányosan osztották el, és a képviselőket továbbra is négyéves időszakra választották.

### Választókerület
|                             | Település | Lakó    | Választó- polgár | Megyei képviselő |
| --------------------------- | --------- | ------- | ---------------- | ---------------- |
| Közgyűlési választókerület  | 108       | 205 579 | 167 998          | 15               |
| Megyei jogú város Szekszárd | 1         | 34 574  | (28 616)         | –                |
| Összesen                    | 109       | 240 153 | (196 614)        | 15               |

A választási reform következtében, Tolna megyében a közgyűlés létszáma 15 főre csökkent, a korábbi 41-ről. Az új szabályok szerint a megyei közgyűlések létszáma a megye egészének lakosságszámához igazodott – függetlenül attól, hogy Szekszárd polgárai nem szavazhattak a Tolna megyei önkormányzat összetételéről. Ebben az évben a megyének 240 ezer lakója volt.
A közgyűlést a megye 98 községének és tíz városának polgárai választhatták meg. A tíz város közül azonban csak négyben éltek tízezernél többen.
A választópolgárok száma 168 ezer volt. A polgárok több mint fele ötezer fősnél nem népesebb településeken élt, míg egyharmaduk tízezer fősnél nagyobb városokban lakott.
A legkevesebb választó a megye közepén található Murga községben lakott (74 polgár), a legtöbb pedig Dombóváron élt (16 605 polgár).
| A közgyűlési választók eloszlása településméret szerint | A közgyűlési választók eloszlása településméret szerint | A közgyűlési választók eloszlása településméret szerint | A közgyűlési választók eloszlása településméret szerint | A közgyűlési választók eloszlása településméret szerint |
| Településméret                                          | Telepü- lések száma                                     | Választójogosult (2010. aug. 3.)                        | Választójogosult (2010. aug. 3.)                        | Megjegyzés                                              |
| ------------------------------------------------------- | ------------------------------------------------------- | ------------------------------------------------------- | ------------------------------------------------------- | ------------------------------------------------------- |
| 1 – 1 000                                               | 57                                                      | 24 273                                                  | 14,45%                                                  | legkisebb község: Murga                                 |
| 1 001 – 5 000                                           | 44                                                      | 69 032                                                  | 41,09%                                                  | városok: Gyönk, Nagymányok, Simontornya                 |
| 5 001 – 10 000                                          | 3                                                       | 20 207                                                  | 12,03%                                                  | Bátaszék, Tamási, Dunaföldvár                           |
| 10 000 fölött                                           | 4                                                       | 54 486                                                  | 32,43%                                                  | Tolna, Bonyhád, Paks, Dombóvár                          |
| Összesen                                                | 108                                                     | 167 998                                                 |                                                         |                                                         |

## Előzmények
| Szervezetek | Közgyűlési helyek | Közgyűlési helyek | Közgyűlési helyek | Közgyűlési helyek | Közgyűlési helyek | Közgyűlési helyek | Közgyűlési helyek | Közgyűlési helyek | Közgyűlési helyek | Közgyűlési helyek | Közgyűlési helyek | Közgyűlési helyek | Közgyűlési helyek | Közgyűlési helyek | Közgyűlési helyek | Közgyűlési helyek |    | Σ  |
| Szervezetek | Közgyűlési helyek | Közgyűlési helyek | Közgyűlési helyek | Közgyűlési helyek | Közgyűlési helyek | Közgyűlési helyek | Közgyűlési helyek | Közgyűlési helyek | Közgyűlési helyek | Közgyűlési helyek | Közgyűlési helyek | Közgyűlési helyek | Közgyűlési helyek | Közgyűlési helyek | Közgyűlési helyek | Közgyűlési helyek | vk | Σ  |
| ----------- | ----------------- | ----------------- | ----------------- | ----------------- | ----------------- | ----------------- | ----------------- | ----------------- | ----------------- | ----------------- | ----------------- | ----------------- | ----------------- | ----------------- | ----------------- | ----------------- | -- | -- |
| Fidesz-KDNP |                   |                   |                   |                   |                   |                   |                   |                   |                   |                   |                   |                   |                   |                   |                   |                   | 16 | 25 |
| Fidesz-KDNP |                   |                   |                   |                   |                   |                   |                   |                   |                   |                   |                   |                   |                   |                   |                   | 9                 |    | 25 |
| MSZP        |                   |                   |                   |                   |                   |                   |                   |                   |                   |                   |                   |                   |                   |                   |                   |                   | 8  | 14 |
| MSZP        |                   |                   |                   |                   |                   |                   |                   |                   |                   |                   |                   |                   |                   |                   |                   | 6                 |    | 14 |
| MDF         |                   |                   |                   |                   |                   |                   |                   |                   |                   |                   |                   |                   |                   |                   |                   |                   | kt | 2  |
| Összesen    |                   |                   |                   |                   |                   |                   |                   |                   |                   |                   |                   |                   |                   |                   |                   |                   | 26 | 41 |
| Összesen    | 15                |                   |                   |                   |                   |                   |                   |                   |                   |                   |                   |                   |                   |                   |                   |                   |    | 41 |

## Jelöltállítás
Négy szervezet vett részt a jelöltállítási folyamatban, ketten önálló, ketten pedig közös listát állítottak. A jelöltek száma 58 volt. A listák mindegyikét országos pártok állították.

### Listák
A listaállításhoz szükséges ajánlások gyűjtésére két és fél hét állt rendelkezésre – augusztus 16. és szeptember 3. között. Ez alatt az idő alatt önálló lista állításához 1680, közös lista állításához 2000 választópolgár ajánlásának összegyűjtésére volt szükség.
Az előző közgyűlés pártjai közül a Fidesz és a KDNP közös listát, az MSZP pedig önálló listát állított. Az MDF nem vett részt a jelölési folyamatban. Először indult a választásokon a Jobbik. (A rendszerváltás óta ez volt az első olyan önkormányzati választás, amelyen egyetlen megyei szervezet sem állított közgyűlési listát Tolna megyében.)
A jelöltek száma kiegyenlítetten oszlott el az egyes listák között: az MSZP 17, a Jobbik 18, míg a Fidesz-KDNP 23 jelölttel vágott neki a választásoknak.
| Lista   | Lista       | Lista   | Szervezet   | Szervezet                         | Szervezet   | Szervezet   | Jelöltek száma |
| #.      | neve        | típusa  |             | neve                              | jellege     | hatóköre    | Jelöltek száma |
| ------- | ----------- | ------- | ----------- | --------------------------------- | ----------- | ----------- | -------------- |
| 1.      | Jobbik      | önálló  |             | Jobbik Magyarországért Mozgalom   | párt        | országos    | 18             |
| 2.      | Fidesz-KDNP | közös   |             | Fidesz – Magyar Polgári Szövetség | párt        | országos    | 23             |
| 2.      | Fidesz-KDNP | közös   |             | Kereszténydemokrata Néppárt       | párt        | országos    | 23             |
| 3.      | MSZP        | önálló  |             | Magyar Szocialista Párt           | párt        | országos    | 17             |
| 3 lista | 3 lista     | 3 lista | 4 szervezet | 4 szervezet                       | 4 szervezet | 4 szervezet | 58 fő          |

### Jelöltek
A Fidesz-KDNP listájának élén a megyei közgyűlés hivatalban lévő elnöke, Puskás Imre, míg az MSZP listájának elején egy korábbi elnök, Frankné Kovács Szilvia szerepelt.
|    | Jobbik               | Fidesz-KDNP      | MSZP                       |
| -- | -------------------- | ---------------- | -------------------------- |
|    |                      |                  |                            |
| 1. | László Ferenc        | dr. Puskás Imre  | Frankné dr. Kovács Szilvia |
| 2. | Tóth Endre Géza      | dr. Pálos Miklós | Tóth Gyula                 |
| 3. | Bencze János         | Márkus György    | Krauss Péter               |
| 4. | Koroknai Ernő Róbert | Széles András    | Takács László              |
| 5. | Antal Zoltán         | Kapitány Zsolt   | dr. Vöröss Endréné         |

(A szavazólapokon a listák első öt helyezettje szerepelt.)
| A további jelöltek | A további jelöltek    | A további jelöltek  | A további jelöltek |
| ------------------ | --------------------- | ------------------- | ------------------ |
| 6.                 | Nagy Szilveszter      | dr. Égi Csaba       | Néber Tibor        |
| 7.                 | Csehi Zoltán Mihályné | Takács Zoltán       | dr. Benkő András   |
| 8.                 | Mikó Nikolett         | Porga Ferenc        | Horváth Zsolt      |
| 9.                 | Kajtár József         | dr. Sümegi Zoltán   | Szebényi Géza      |
| 10.                | Bérdi Zoltán          | Kerecsényi Márton   | Pintér Rozália     |
| 11.                | Ágoston Zoltán        | Kollár László       | Nagy László        |
| 12.                | Gáspár Viktor         | Kovács István       | Nagy Hajnalka      |
| 13.                | Merényi Imre          | Csike György        | dr. Radochay Imre  |
| 14.                | Kersák Lajos          | Tóth István         | Tóthi Jánosné      |
| 15.                | Makó Sándor           | Szentgyörgyi Zsolt  | Heringes Anita     |
| 16.                | Schuck István         | Szűcs Sándor        | Bogdán Zoltán      |
| 17.                | Kiss Gábor            | Nagy László         | Lucz Csaba         |
| 18.                | Jerkovics József      | Kristóf Károly      |                    |
| 19.                |                       | Kalányos János      |                    |
| 20.                |                       | Kalocsa Jenő        |                    |
| 21.                |                       | dr. Szigethy András |                    |
| 22.                |                       | Pécsi Gábor         |                    |
| 23.                |                       | Bagdy László        |                    |

## A szavazás menete
A választásokat 2010. október 3-án, vasárnap bonyolították le. A választópolgárok reggel 6 órától kezdve adhatták le a szavazataikat, egészen a 19 órás urnazárásig.
Rendkívüli eseményről nem született tudósítás.

### Részvétel
| A részvételi adatok napközbeni alakulása | A részvételi adatok napközbeni alakulása | A részvételi adatok napközbeni alakulása | A részvételi adatok napközbeni alakulása |
| Időpont                                  | Szavazók                                 | Szavazók                                 | Legnagyobb/legkisebb részvétel           |
| Időpont                                  | db                                       | %                                        | Legnagyobb/legkisebb részvétel           |
| ---------------------------------------- | ---------------------------------------- | ---------------------------------------- | ---------------------------------------- |
| 7:00                                     | 1 974                                    | 1,18%                                    | Szakadát 5,58% Kocsola 0,19%             |
| 9:00                                     | 13 005                                   | 7,77%                                    | Kistormás 22,07% Györköny 2,29%          |
| 11:00                                    | 29 623                                   | 17,69%                                   | Kalaznó 41,14% Györköny 7,92%            |
| 13:00                                    | 39 988                                   | 23,88%                                   | Kalaznó 55,06% Györköny 11,52%           |
| 15:00                                    | 54 268                                   | 32,40%                                   | Mőcsény 66,67% Kajdacs 18,45%            |
| 17:30                                    | 73 931                                   | 44,14%                                   | Nagyvejke 85,62% Kajdacs 25,05%          |
| 19:00                                    | 82 210                                   | 49,08%                                   | Nagyvejke 89,54% Kajdacs 27,34%          |

Majd' minden második polgár elment szavazni
A 168 ezer szavazásra jogosult polgárból 82 ezer vett részt a választásokon (49%), közülük több mint három és fél ezren érvénytelenül szavaztak (4,4%).
|                                  |                                  |         | jogosultak arányában | szavazók arányában |
| -------------------------------- | -------------------------------- | ------- | -------------------- | ------------------ |
| Választójogosult                 | Választójogosult                 | 167 509 |                      |                    |
| Szavazó                          | Szavazó                          | 82 210  | 49,08%               |                    |
| érvényes szavazólap              | érvényes szavazólap              | 78 572  | 46,91%               | 95,57%             |
| érvénytelen / hiányzó szavazólap | érvénytelen / hiányzó szavazólap | 3 638   | 2,17%                | 4,43%              |
| Távolmaradó                      | Távolmaradó                      | 85 299  | 50,92%               |                    |

Választási küszöb
A közgyűlésbe jutáshoz szükséges szavazatszám az önálló listáknál 3 929, a közös listák esetében pedig 7 858 volt (az érvényes szavazatok 5, ill. 10%-a).

## Eredmény
A legtöbb szavazatot toronymagasan a Fidesz-KDNP (64%) listája kapta. Második helyen az MSZP (22%) végzett, a Jobbik (14%) harmadik lett.
| Lista    | Lista       | Sorrend | Érvényes szavazatok | Érvényes szavazatok | Küszöb (5%) | Képviselők | Képviselők | Képviselők      |
| Lista    | Lista       | Sorrend | száma               | aránya              | Küszöb (5%) | fő         | arány      | ± %p (2006 óta) |
| -------- | ----------- | ------- | ------------------- | ------------------- | ----------- | ---------- | ---------- | --------------- |
|          | Fidesz-KDNP | 1.      | 50 174              | 63,86%              | ✓           | 10         | 66,67%     | 5,69            |
|          | MSZP        | 2.      | 17 462              | 22,22%              | ✓           | 3          | 20,00%     | -14,15          |
|          | Jobbik      | 3.      | 10 936              | 13,92%              | ✓           | 2          | 13,33%     | Új              |
| Összesen | Összesen    |         | 78 572              |                     | 3/3         | 15         |            |                 |

| Bővített eredmény táblázat       | Bővített eredmény táblázat       | Bővített eredmény táblázat       | Bővített eredmény táblázat | Bővített eredmény táblázat | Bővített eredmény táblázat | Bővített eredmény táblázat    | Bővített eredmény táblázat | Bővített eredmény táblázat | Bővített eredmény táblázat |  |
| Lista                            | Lista                            | Sorrend                          | Szavazat                   | jogosultak arányában       | szavazók arányában         | érvényes szavazatok arányában | Küszöb                     | Képviselő                  | Képviselő                  |  |
| -------------------------------- | -------------------------------- | -------------------------------- | -------------------------- | -------------------------- | -------------------------- | ----------------------------- | -------------------------- | -------------------------- | -------------------------- |  |
|                                  | Fidesz-KDNP                      | 1.                               | 50 174                     | 29,95%                     | 61,03%                     | 63,86%                        | ✓                          | 10                         | 66,67%                     |  |
|                                  | MSZP                             | 2.                               | 17 462                     | 10,42%                     | 21,24%                     | 22,22%                        | ✓                          | 3                          | 20,00%                     |  |
|                                  | Jobbik                           | 3.                               | 10 936                     | 6,53%                      | 13,30%                     | 13,92%                        | ✓                          | 2                          | 13,33%                     |  |
| Összesen                         | Összesen                         | Összesen                         | 78 572                     | 46,91%                     | 95,57%                     | 100%                          | 3/3                        | 15                         | 100%                       |  |
| érvénytelen / hiányzó szavazólap | érvénytelen / hiányzó szavazólap | érvénytelen / hiányzó szavazólap | 3 638                      | 2,17%                      | 4,43%                      |                               |                            |                            |                            |  |
|                                  |                                  |                                  |                            |                            |                            |                               |                            |                            |                            |  |
| Szavazó                          | Szavazó                          | Szavazó                          | 82 210                     | 49,08%                     | 100,00%                    |                               |                            |                            |                            |  |
| Távolmaradó                      | Távolmaradó                      | Távolmaradó                      | 85 299                     | 50,92%                     |                            |                               |                            |                            |                            |  |
|                                  |                                  |                                  |                            |                            |                            |                               |                            |                            |                            |  |
| Választójogosult                 | Választójogosult                 | Választójogosult                 | 167 509                    | 100,00%                    |                            |                               |                            |                            |                            |  |

## Az új közgyűlés
| #.  | FIDESZ-KDNP       | MSZP                       | Jobbik          |
| --- | ----------------- | -------------------------- | --------------- |
| #.  |                   |                            |                 |
| 1.  | dr. Puskás Imre   | Frankné dr. Kovács Szilvia | László Ferenc   |
| 2.  | dr. Pálos Miklós  | Tóth Gyula                 | Tóth Endre Géza |
| 3.  | Márkus György     | Krauss Péter               |                 |
| 4.  | Széles András     |                            |                 |
| 5.  | Kapitány Zsolt    |                            |                 |
| 6.  | dr. Égi Csaba     |                            |                 |
| 7.  | Takács Zoltán     |                            |                 |
| 8.  | Porga Ferenc      |                            |                 |
| 9.  | dr. Sümegi Zoltán |                            |                 |
| 10. | Kerecsényi Márton |                            |                 |

Az új közgyűlés az alakuló ülésén, 2010. október 14-én újraválasztotta a hivatalban lévő elnököt, Puskás Imrét, a FIDESZ-KDNP listavezetőjét (11 igen szavazattal). Főállású alelnökké Kapitány Zsoltot, társadalmi megbízatású alelnökké Pálos Miklóst választották meg - mindketten a FIDESZ-KDNP képviselői (11-11 érvényes szavazattal).
A közgyűlésben két képviselőcsoport jött létre: FIDESZ-KDNP (10 tag), MSZP (3 tag). Frakció nélkül, függetlenként végezhette a munkáját a Jobbik két képviselője.